# Người Ainu
Người Ainu (アイヌ), còn được gọi là người Ezo, người Ái Nỗ (tiếng Hán: 愛努人), là một tộc người thiểu số ở Nhật Bản, người bản xứ ở khu vực Hokkaidō, quần đảo Kuril và phần lớn Sakhalin.
Phần lớn những người được xác nhận là người Ainu đều vẫn sống tại các khu vực này, mặc dù vậy số lượng chính xác của những người Ainu còn sống thì không xác định rõ. Điều này là do những vấn đề phân biệt chủng tộc ở Nhật Bản đã dẫn tới việc những người có nguồn gốc Ainu che giấu thân phận của họ và bị nhầm lẫn do hiện có nhiều người Ainu lai với người Nhật Bản. Con số ước lượng còn khoảng 25.000, trong khi đó con số không chính thức có thể lên tới 200.000 người.

## Lịch sử
Văn hóa Ainu bắt đầu vào khoảng năm 1.200 của Công Nguyên, những nghiên cứu gần đây cho rằng nó bắt nguồn từ sự nổi lên giữa nền văn hóa Okhotsk và Satsumon. Những liên hệ đầu tiên giữa người Wajin (người Nhật Bản) và người Ainu của Ezochi (giờ gọi là Hokkaido) bắt đầu từ thế kỷ XIII . Ainu là một xã hội sống bằng nghề săn bắn, những người chỉ sống phần lớn bằng nghề đánh bắt cá hoặc trồng cây và mọi người theo một đạo giáo nào đó dựa trên những hiện tượng tự nhiên . Văn hóa Ainu đã tồn tại như vậy cho tới thế kỷ XIX, với sự liên hệ hạn chế với người Wajin.
Bước ngoặt cho văn hóa Ainu xảy ra vào đầu thời kỳ đầu của cuộc cải cách Minh Trị năm 1868. Đó là khi chính phủ Nhật Bản thực hiện những cải cách về văn hóa, chính trị, kinh tế với hy vọng hiện đại hóa đất nước theo kiểu phương Tây, điều này dẫn đến việc Hokkaido bị thuộc địa hóa. Sau những liên hệ đầu tiên với những người nhập cư, một lượng lớn người Nhật Bản đã dần chuyển tới định cư tại lãnh thổ của người Ainu. Việc này đã lập tức gặp phải sự phản kháng - điển hình nhất là cuộc nổi dậy Shakushain và trận Menashi-Kunashir.
Năm 1899, chính phủ Nhật Bản thông qua đạo luật gọi người Ainu là người thổ dân cũ, với ý tưởng sẽ đồng hóa người Ainu - điều này dẫn đến việc đất đai của người Ainu đang sống bị chính phủ Nhật Bản chiếm giữ và từ đó nắm quyền kiểm soát . Cũng vào thời điểm này, người Ainu được trao quyền công dân Nhật Bản, qua đó phủ nhận họ là người bản địa.
Người Ainu ngày càng gặp phải sự phân biệt đối xử ngay trên mảnh đất của mình - trong khoảng 36 năm, người Ainu đi từ chỗ là một nhóm người sống tách biệt cho tới việc bị đồng hóa về lãnh thổ, ngôn ngữ, tôn giáo, phong tục với người Nhật Bản . Thêm vào đó, đất đai của người Ainu sinh sống được phân bố cho người Wajin, những người đã quyết định tới sống tại Hokkaido và được khuyến khích bởi chính phủ Nhật Bản thời Minh Trị trong việc tận dụng sự màu mỡ tài nguyên thiên nhiên của quần đảo nhằm tạo những trang trại theo khuôn mẫu nên nông nghiệp công nghiệp hóa kiểu phương Tây. Sự phát triển này được gọi là Kaitakushi . Cũng như vậy, sự xuất hiện các nhà máy lúa mì, nhà máy bia và khai thác khoáng sản đã xây dựng nên một cơ sở hạ tầng gồm đường sá và đường ray xe lửa trong suốt một thời kỳ cho tới tận năm 1904 .
Đạo luật năm 1899 được thay thế năm 1997 - từ đó chính phủ tuyên bố không có một nhóm dân tộc thiểu số nào . Cho tới tận tháng 6 năm 2008 Nhật Bản mới chính thức công nhận người Ainu là một nhóm người bản địa.
Người Ainu hiện có xu hướng kết hôn với người Nhật Bản nhằm giảm bớt sự phân biệt đối xử cho con cháu của họ. Kết quả là hiện nay có rất nhiều người Ainu không còn có thể phân biệt với người Nhật Bản. Có những thị trấn nhỏ ở vùng phía đông nam hay vùng Hidaka hiện vẫn có người Ainu thuần chủng sinh sống.
Vào ngày 6 tháng 6 năm 2008, một nghị quyết được nghị viện Nhật Bản thông qua kêu gọi chính phủ công nhận người Ainu là người bản xứ Nhật Bản và kêu gọi chấm dứt việc phân biệt đối xử với tộc người Ainu. Nghị quyết công nhận người Ainu là "người bản địa với ngôn ngữ, tôn giáo và văn hóa riêng biệt" và hủy bỏ đạo luật thông qua năm 1899.

## Chú giải và đọc thêm
- Batchelor, John (1901). "On the Ainu Term `Kamui". The Ainu and Their Folklore. London: Religious Tract Society.
- Etter, Carl (2004) [1949]. Ainu Folklore: Traditions and Culture of the Vanishing Aborigines of Japan. Whitfish, MT: Kessinger Publishing. ISBN 9781417976973.
- Fitzhugh, William W. (1999). Dubreuil, Chisato O. (biên tập). Ainu: Spirit of a Northern People. Seattle: University of Washington Press. ISBN 0295979127. OCLC 42801973.
- Honda Katsuichi (1993). Ainu Minzoku (bằng tiếng Nhật). Tokyo: Asahi Shimbun Publishing. ISBN 4022565772. OCLC 29601145.
- Ichiro Hori (1968). Folk Religion in Japan: Continuity and Change. Haskell lectures on History of religions. Quyển 1. Chicago: University of Chicago Press.
- Junko Habu (2004). Ancient Jomon of Japan. Cambridge: Cambridge University Press. ISBN 0521776708. OCLC 53131386.
- Kayano, Shigeru (1994). Our Land Was A Forest: An Ainu Memoir. Westview Press. ISBN 0-8133-1880-7. ISBN 978-0-8133-1880-6.
- Landor, A. Henry Savage (1893). Alone with the Hairy Ainu. Or, 3,800 miles on a Pack Saddle in Yezo and a Cruise to the Kurile Islands. London: John Murray.
- Siddle, Richard (1996). Race, Resistance and the Ainu of Japan. London: Routledge. ISBN 9780415132282. OCLC 243850790.
- Starr, Frederick (1905). "The Hairy Ainu of Japan". Proceedings of the Second Yearly Meeting of the Iowa Anthopological Association. Iowa City: State Historical Society of Iowa.
- Walker, Brett (2001). The Conquest of Ainu Lands: Ecology and Culture in Japanese Expansion, 1590–1800. Berkeley: University of California Press. ISBN 9780520227361. OCLC 45958211.